# Nikkal
 (décembre 2024).
Si vous disposez d'ouvrages ou d'articles de référence ou si vous connaissez des sites web de qualité traitant du thème abordé ici, merci de compléter l'article en donnant les références utiles à sa vérifiabilité et en les liant à la section « Notes et références ».
En pratique : Quelles sources sont attendues ? Comment ajouter mes sources ?
Nikkal (ougaritique 𐎐𐎋𐎍 « nkl », ou son nom complet Nikkal-wa-Ib), était considérée dans les mythologie ougaritique et cananéenne comme la déesse d'Ougarit/Canaan et par la suite les Phéniciens l'ayant incluse dans le panthéon phénicien. Elle est assimilée à la déesse Ningal. C'est la déesse des vergers, dont le nom signifie « Grande Dame » et « celle qui est fructueuse » et est dérivé de l'akkadien/sémitique occidental « 'Ilat 'Inbi » signifiant « Déesse des fruits ». De Moor traduit le « ib » ougaritique par « fleur », qui a survécu en hébreu biblique sous le nom de אֵב (Concordance Strong 3), et cite Cantique des Cantiques 9 : 11 comme une survivance de son utilisation. 
Elle est également considérée comme une déesse lunaire (liée à la lune), même s’il n’y a pas d’unanimité sur ce point car dans les cultures sémitiques, la lune est presque toujours considérée comme masculine.
Fille du dieu cananéen Jirjibi, roi de l'été, elle épousa le dieu lunaire Yarij, qui lui offrit des colliers en lapis-lazuli. Leur mariage est décrit lyriquement dans le texte ougaritique « Nikkal et le Kathirat ». Elle était probablement célébrée à la fin de l'été, lorsque les fruits des arbres avaient déjà été récoltés. Son équivalent sumérien est la déesse Ningal, la « grande dame », épouse de Nannar et mère d'Inanna et Ereshkigal.
La plus ancienne œuvre complète annotée de musique ancienne est un chant hourrite, un hymne écrit en syllabique ougaritique cunéiforme dédié à Nikkal. Il a été publié après sa découverte à Ougarit par Emmanuel Laroche, d'abord en 1955 et avec une version plus complète en 1968,  et a fait l'objet de nombreuses études ultérieures en paléomusicologie par, entre autres, Anne Draffkorn Kilmer, à qui il a donné c'est le nom "Hymne à Nikkal". 

## Hymne à Nikkal
Parmi les chants hourrites a été retrouvé un  morceau de musique gravé sur une tablette qui remonte approximativement à 1400 av. J.-C. Presque complète, elle contient l’hymne à Nikkal (aussi connue sous le code h.6), le plus ancien exemple connu de notation musicale au monde,.

## Littérature
- Pilote, Godfrey Rolles (1956, 2e éd., 1971). Mythes et légendes cananéennes (2e éd.). Édimbourg : T. &T. Clark.
- Kilmer, Anne Draffkorn. "La chanson culte avec la musique de l'ancienne Ougarit : une autre interprétation." Revue d'Assyriologie 68 (1974) : 69-82.
- Kilmer, Anne Draffkorn, Richard L. Crocker et Robert R. Brun. Les sons du silence : découvertes récentes de la musique ancienne du Proche-Orient . Berkeley : Bit Enki Publications, 1976. Avec enregistrement musical.